# 混溶

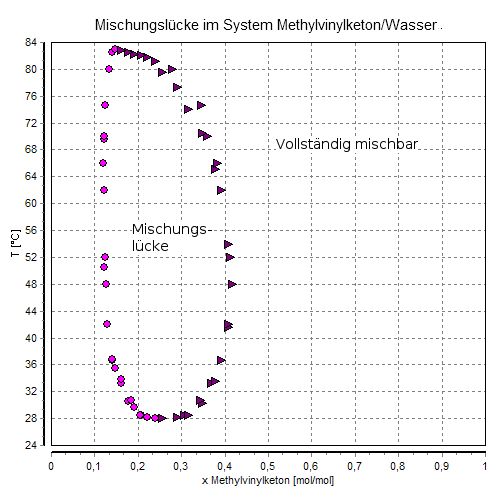
甲基乙烯基酮和水之间的混溶示意图

混溶(有時又稱作無限互溶)是溶質與溶劑以任意的比例混合皆可均勻溶解的現象。基本上這個詞可以用在任何的相（液體、固體及氣體），但用在液體上較為普遍。常見的例子有酒精与水；油脂类物质加入適當的乳化剂（比如甲苯），也可以与水混溶。
如果添加太多溶質時，出現無法溶解的現象，則稱該溶劑與溶質不混溶。例如丁酮雖然對水具有很好的溶解度（29 g/100 ml 於 20 °C），但濃度繼續提高時便不能均勻溶解，因此屬不混溶。